# Menippidae
Menippidae is een familie van krabben, behorende tot de superfamilie der Eriphioidea.

## Systematiek
In deze familie worden de volgende genera onderscheiden: 
- Menippe De Haan, 1833
- Myomenippe Hilgendorf, 1879
- Pseudocarcinus H. Milne Edwards, 1834
- Ruppellioides A. Milne-Edwards, 1867
- Sphaerozius Stimpson, 1858